# Antonio Buero Vallejo
Antonio Buero Vallejo (Guadalajara, 29 de setembro de 1916 – Madri, 28 de abril de 2000) foi um dramaturgo espanhol. Destacou-se pela representação ficcional que produziu da Guerra Civil Espanhola.
A obra de Vallejo se caracteriza pelo uso do simbolismo, crítica social e dramas históricos.
Vallejo venceu o Prêmio Cervantes em 1986 e foi eleito para a cadeira X da Real Academia Espanhola em 1971.

## Obras
As suas obras teatrais são, por ordem de estreia:
- Historia de una escalera (1949)
- Las palabras en la arena (1949)
- En la ardiente oscuridad (1950)
- La tejedora de sueños (1952)
- La señal que se espera (1952)
- Casi un cuento de hadas (1953)
- Madrugada (1953)
- Irene, o el tesoro (1954)
- Hoy es fiesta (1955)
- Las cartas boca abajo (1957)
- Un soñador para un pueblo (1958)
- Las Meninas (1960)
- El concierto de San Ovidio (1962)
- Aventura en lo gris (1963)
- El tragaluz (1967)
- La doble historia del doctor Valmy (1968)
- El sueño de la razón (1970)
- Llegada de los dioses (1971)
- La Fundación (1974)
- La detonación (1977)
- Jueces en la noche (1979)
- Caimán (1981)
- Diálogo secreto (1984)
- Lázaro en el laberinto (1986)
- Música cercana (1989)
- Las trampas del azar (1994)
- Misión al pueblo desierto (1999)